# Жанажол (Целиноградский район)
Жанажол (каз. Жаңажол) — село в Целиноградском районе Акмолинской области Казахстана. Входит в состав Караоткельского сельского округа. Код КАТО — 116648400.

## География
Село находится на берегу озера Жаланаш, на расстоянии примерно 4 километров (по прямой) к юго-востоку от административного центра района — села Акмол, в 16 километрах к юго-западу от административного центра сельского округа — села Караоткель.
Абсолютная высота — 347 метров над уровнем моря.
Климат холодно-умеренный, с хорошей влажностью. Среднегодовая температура воздуха отрицательная и составляет около -4,4°C. Среднемесячная температура воздуха в июле достигает +20,6°C. Среднемесячная температура января составляет около -14,0°C. Среднегодовое количество осадков составляет около 390 мм. Основная часть осадков выпадает в период с июня по июль.
Ближайшие населённые пункты: село Акмол — на северо-западе, село Отемис — на западе.
Южнее села протекает река Нура.

## Население
В 1989 году население села составляло 371 человек (из них казахи — 100%).

В 1999 году население села составляло 345 человек (185 мужчин и 160 женщин). По данным переписи 2009 года, в селе проживало 345 человек (155 мужчин и 190 женщин).
| Численность населения | Численность населения | Численность населения |
| 1989                  | 1999                  | 2009                  |
| --------------------- | --------------------- | --------------------- |
| 371                   | ↘345                  | →345                  |

## Инфраструктура[7]
- Основная школа №7
- Мини-центр